# Marina Hegering
Marina Hegering, född den 17 april 1990, är en tysk fotbollsspelare (försvarare) som spelar för SGS Essen och det tyska landslaget. Hon har tidigare representerat Bayer Leverkusen. Hegering var en del av den tyska landslagstrupp som spelade VM i Frankrike år 2019. Hon har även vunnit U20-VM år 2010 med Tyskland.